# Ludmila Dvořáková
Ludmila Dvořáková (Kolín, 11 de juliol de 1923 – Praga, 30 de juliol de 2015) fou una soprano txeca.
Va estudiar al Conservatori de Praga. El seu debut operístic va ser en el paper principal de Kàtia Kabànova, de Leoš Janáček, a Ostrava el 1949.
A principis dels 50, Dvořáková va ser contractada a Viena, i va cantar Elisabeth de Don Carlos i la Kostelnicka de Jenůfa amb Mackerras; a Berlín va interpretar Octavian a Der Rosenkavalier. A principis dels 60 va ser la soprano dramàtica de la Staatsoper Unter den Linden, i també va actuar a Londres, Nova York, Múnic i París. Entre 1965 i 1971 va cantar a Bayreuth, apareixent com a Gutrune, Venus, Kundry, Ortrud i Brünnhilde, aquest darrer paper també el va cantar l'any següent amb Solti al Covent Garden, on més tard cantaria Isolde amb Colin Davis.
Al Gran Teatre del Liceu de Barcelona va cantar en diverses ocasions: la temporada 1968-1969 interpretà el paper de Venus, a Tannhäuser, de Wagner; la temporada següent els papers de Leonore, a Fidelio, de Beethoven, Ortrud, a Lohengrin, i Brünnhilde, a Siegfried, de Wagner, una òpera que hi tornaria a cantar al febrer de 1975.

## Vida personal
Dvořáková es va casar amb el director Rudolf Vašata (mort el 1982), un alumne de Václav Talich, el qual va conèixer a Ostrava i amb qui va enregistrar un LP amb extractes de Wagner.
El 30 de juliol de 2015, Ludmila Dvořáková va morir en un foc a la seva casa de Praga.

## Reconeixements
Dvořáková va rebre el Premi Nacional de la República Democràtica Alemanya el 1972. Es va retirar el 1985. El 2012 li van atorgar el Premi Antonin Dvořák, de l'Acadèmia de Música Clàssica Txeca com a reconeixement en la promoció de la música txeca.